# Трапп, Мария фон
Баронесса Мария Августа фон Трапп (урожденная Кутчера, 26 января 1905 года — 28 марта 1987 года), также известная как баронесса фон Трапп — австрийская певица, руководитель семейного хора, автор автобиографической книги «The Story of the Trapp Family Singers», которая была издана в 1949 году и легла в основу фильмов «The Trapp Family» (1955) и  «Звуки музыки» (1965), а также известного бродвейского одноимённого мюзикла.

## Биография
Родилась 26 января 1905 года в городе Вене; дочь Августы (урожденной Rainer) и Карла Кутчера. Ее мать умерла, когда девочке было всего два года, а к десяти годам она потеряла и отца. В 1924 году она окончила Государственный педагогический колледж в родном городе и поступила в Ноннбергское аббатство в качестве постуланта, намереваясь стать монахиней.
В 1926 году Марию Кутчеру, ещё не совершившую постриг и работающую школьным преподавателем при монастыре, попросили учить одного из детей овдовевшего офицера  военно-морских сил Австро-Венгрии Георга Людвига фон Траппа, жена которого (Agatha Whitehead), умерла в 1922 году от скарлатины. В конце концов, Мария стала присматривать и за остальными детьми барона (всего их было семь: Руперт, Агата, Мария-Франциска, Вернер, Хедвиг, Иоганна и Мартина). Мария Августа, сама лишенная материнской заботы, отдавала детям всю свою нежность и свободное время, и Георг фон Трапп, видя, что она заботится о его детях как о родных, попросил Марию выйти за него замуж, хотя он был на четверть века старше её. 
Испуганная этим предложением, она сбежала обратно в Ноннбергское аббатство, но мать-настоятельница сказала Марии, что, возможно, Божья воля в том, чтобы помочь барону вырастить детей; тогда Мария сказала фон Траппу, что выйдет за него замуж. Позднее она написала в автобиографии, что не любила барона, хотя и уважала, но очень любила его детей и вышла замуж скорее за них. В браке у них родилось еще трое детей: Розмари (8 февраля 1929, Зальцбург), Элеонора (14 мая 1931, Зальцбург) и Иоганнес (17 января 1939, Филадельфия).
Серьезные финансовые проблемы обрушились на фон Траппа в 1935 году, после того как он пытался помочь своему другу банкиру Августу Ламмеру, переведя деньги в его австрийский банк — который, однако, разорился, лишив семью значительной части существенного состояния Агаты Уайтхед (сам Ламмер, не выдержав краха, покончил с собой). Столкнувшись со сложной финансовой ситуацией безденежья, чтобы обеспечить семью, Мария фон Трапп взяла на себя ответственность и начала принимать меры для того, чтобы семейная музыкальная группа принимала участие на различных мероприятиях, как способ заработать средства к существованию. Примерно в то же время католический священник Франц Васнер стал музыкальным директором группы. В 1947 году Мария также поручила ему управлять финансами семейного Австрийского фонда помощи. В 1936 году оперная дива Лотта Леман, услышав выступление фон Траппов, предложила организовать в их пользу платные концерты. Когда канцлер Австрии Курт фон Шушниг услышал их по радио, он так же пригласил их выступить в Вене.
Вопреки показанному в фильме «Звуки музыки» эпизоду о ночном побеге семьи из аннексированной нацистами Австрии, фон Траппы благополучно выехали на поезде днем в Италию. Будучи уроженцем Задара, ставшего в составе Италии Зарой, Георг фон Трапп получил для себя и для всех членов его семьи права итальянского гражданства. Вскоре семья отправилась за рубеж — в США через Великобританию — для своего первого концертного тура и в 1939 году вернулась в Европу, чтобы совершить поездку по Скандинавии, надеясь продолжить свои концерты в городах за пределами Третьего Рейха. В течение этого времени они даже вернулись в Зальцбург на несколько месяцев, прежде чем вернуться в Швецию, чтобы закончить тур. Оттуда они отправились в Норвегию, чтобы начать путешествие обратно в США в сентябре 1939 года, где были вынуждены остаться из-за начавшейся войны. В их австрийском доме поселился Генрих Гиммлер.
После короткого периода проживания в Мерион, штат Пенсильвания, семья поселилась в Стоу, штат Вермонт; в 1941 году фон Трапп приобрел 660 акров земли и в 1942 году превратил их в имение Trapp Family Lodge. После Второй Мировой войны, откликнувшись на просьбу командира «радужной» 42-й дивизии генерал-майора Гарри Коллинза, видевшего своими глазами последствия войны в Австрии, семейство фон Трапп учредило специальный благотворительный фонд (англ. Trapp Family Austrian Relief).
Мария Августа фон Трапп умерла 28 марта 1987 года в США.